# World Class
World Class es el primer EP grabado y producido por World Class Wreckin' Cru, grupo de electro de Los Ángeles. Fue publicado en 1985 en el sello discográfico Kru-Cut. Entre los temas del disco figuran "Juice" y "Surgery", que fueron sencillos populares en la escena underground de la Costa Oeste.

## Repertorio
1. "The Planet"
2. "World Class"
3. "Surgery (remix)"
4. "Juice"
5. "(Horney) Computer"
6. "Gang Bang You're Dead"
7. "Lovers" - feat. Mona Lisa Young

## Créditos
- World Class Wreckin' Cru - Productor
- Lonzo Williams - Bajo, voz, productor
- Dr. Dre - Programación de ritmos, voz
- DJ Yella - Programación de ritmos, voz
- Cli-N-Tel - Sintetizadores, teclados, voz
- Donovan Smith - Ingeniero
- Masterizado por Bernie Grundman